# Neolophonotus gorongoza
Neolophonotus gorongoza là một loài ruồi trong họ Asilidae. Neolophonotus gorongoza được Londt miêu tả năm 1988. Loài này phân bố ở vùng nhiệt đới châu Phi.